# Joaquim Augusto de Moura
Joaquim Augusto de Moura, barão de Vila Velha, na Bahia. Título concedido por D. Pedro II, em 17 de maio de 1873. Era comendador da Ordem de Cristo. Filho de Martiniano de Moura e Albuquerque e de Francisca Joaquina de Carvalho, bisneto da matriarca Lizarda Liberata Vitoria da Rocha, era primo do Barão de Santo Antônio da Barra, casou com Carlota Joaquina de Mattos, vindo a falecer no Rio de Janeiro. ().
Segundo Paulo Stuck Moraes, na Revista do Instituto Histórico e Geográfico do Espírito Santo, nº 58(2004), o barão deveria a denominação de seu título "ao antigo nome de Livramento (BA), cidade para a qual fez vultosa doação para a instrução pública local" (). 
Outra fonte - os "Sites de Sérgio de Freitas" - afirma que Vila Velha era o nome de Livramento do Brumado, hoje Nossa Senhora do Livramento, perto da cidade baiana de Caetité, e que o futuro barão nasceu na região de Rio de Contas, na mesma província ().
Em 1862, Joaquim Augusto de Moura, então Tenente-Coronel da Guarda Nacional envolve-se num episódio, pontuado pelo Presidente da Província da Bahia em seu Relatório Anual à Assembleia Provincial do ano de 1863, que resultou na sua suspensão das atividades militares. Tal punição decorreu, supostamente, da recusa de Joaquim Augusto de Moura e outros tenentes-coronéis em destacar guardas para escoltar recrutas presos em Rio de Contas até a Capital da Bahia.
O Barão de Vila Velha faleceu aos 70 anos em 1898, no Rio de Janeiro.